# Иосиф Бенедикт Савойский
Ио́сиф Бенеди́кт Мари́я Плаци́д Саво́йский (итал. Giuseppe Benedetto Maria Placido di Savoia), он же Ио́сиф Бенеди́кт Саво́йский (итал. Giuseppe Benedetto di Savoia) или Ио́сиф Бенеди́кт, граф Морье́нна (итал. Giuseppe Benedetto, conte di Moriana; 5 октября 1766, Турин, Сардинское королевство — 29 октября 1802, Сассари, Сардинское королевство) — принц из Савойского дома, сын сардинского короля Виктора Амадея III, граф Морьенна, граф Асти, правитель Сассари.

## Биография
Иосиф Бенедикт родился в Королевском дворце в Турине 5 октября 1766 года. Принц был шестым сыном и последним ребёнком в многодетной семье Виктора Амадея III, короля Сардинии и князя Пьемонта и Марии Антонии Фердинанды Испанской, инфанты из дома Бурбонов. По отцовской линии он приходился внуком Карлу Эммануилу III, королю Сардинии и князю Пьемонта и Поликсене Гессен-Рейнфельс-Ротенбургской, принцессе из Гессенского дома. По материнской линии был внуком Филиппа V, короля Испании и Изабеллы Пармской, принцессы из дома Фарнезе. Сразу после рождения принц получил титул графа Морьенна. В 1773 году, после коронации отца, он оказался шестым в линии наследования престола Сардинского королевства. В 1780 году принц стал кавалером Высшего ордена Святого Благовещения.
Кроме титула графа Морьенна, Иосиф Бенедикт также носил титулы князя Моммильяно, маркиза Моданы и маркиза Ланслебурга. В 1795 году, вместе с братом Карлом Феликсом, за один миллион лир он приобрёл феод Говоне. В 1796 году по Кераскому миру между Сардинским королевством и Французской республикой Савойское герцогство отошло к последней. По этой причине принц утратил титул графа Морьенна и получил, вместо него, титул графа Асти.
Во время франко-сардинских войн Иосиф Бенедикт в звании полковника королевской армии командовал Морьенским полком. В связи с оккупацией армией французской республики территорий сардинского королевства на континенте, принц был вынужден покинуть родину и, вместе с другими членами королевской семьи, поселился на острове Сардиния. В марте 1799 года брат Иосифа Бенедикта, король Карл Эммануил IV назначил его командующим милицейской кавалерией Сардинии. 29 августа того же года принц был назначен в звании генерала главнокомандующим королевской пехотой и кавалерией в области Калари.
2 сентября 1799 года, после смерти брата Мауриция Иосифа, принца назначили правителем Сассари и области Логудоро. Во время своего правления он покровительствовал деятелям искусства, на свои средства выплачивал стипендии сардинцам, обучавшимся на материке, значительно расширил фонды университетской библиотеки.
В октябре 1800 года Карл Феликс поручил ему подавить антифеодальные восстания в Тьези и Санто-Луссурджу, но остался не удовлетворённым действиями Иосифа Бенедикта, так, как считал их слишком умеренным. В мае—июне 1802 года принца отправили восстанавливать порядок в области Галлура после неудавшегося восстания республиканцев. Последние волнения на острове были подавлены в сентябре того же года. 29 октября 1802 года Иосиф Бенедикт скоропостижно скончался от малярии. Он заболел после того, как принял участие в процессии Святого Гавина, проводившейся Братством молитвы и смерти Святого Якова. Принца похоронили в соборе Святого Николая в Сассари. В 1807 году Карл Феликс установил на могиле брата памятник работы скульптора Феличе Феста.

#### Книги
- Bertolotti D. Istoria della R. Casa di Savoia :  [итал.]. — Milano : Fontana, 1830. — Vol. I. — P. 289. — 301 p.
- Cigna Santi V. Am. Serie cronologica de’ cavalieri dell’ordine supremo di Savoia detto prima del Collare, indi della Santissima Nunziata co’ nomi, cognomi, titoli, e blasoni delle arme :  [итал.]. — Torino : Stamperia reale, 1786. — P. 264—265. — 298 p.
- Ilari V., Shama D. Dizionario biografico dell’Armata Sarda: seimila biografie (1799—1821) con la storie dell’Ordina Militare di Savoia e l’elenco dei primi decorati :  [итал.]. — Invorio : Widerholdt Frères, 2008. — P. 461—462. — 600 p. — ISBN 978-88-902817-9-2.
- Fasti della monarchia di Savoia :  [итал.]. — Torino : Per Giacinto Marietti Tipografo-Libraio, 1845. — 215 p.